# Costa Brava
Costa Brava (špa. i kat. Vjetrovita obala) je naziv za pojas španjolske mediteranske obale, koji se pruža od francuske granice pa sve do Barcelone. Najposjećenija je obala na ovom prostoru Španjolske zbog pješčanih plaža i blizine ostatku Europe.